# إمام قلي كندي عليا
إمام قلي كندي عليا (بالفارسية: امامقلی‌کندی علیا) هي منطقة سكنية تقع في قسم تشالدران الشمالي الريفي (مقاطعة تشالدران) في إيران. يقدر عدد سكانها بـ 203 نسمة .